# Arresten Decker en Kohll
De arresten
- Nicolas Decker tegen Caisse de maladie des employés privés, zaak C-120/95,[2] en
- Raymond Kohll tegen Union des caisses de maladie, zaak C-158/96,[3]

tezamen meestal aangeduid als de arresten Decker en Kohll, zijn uitspraken van het Hof van Justitie van de Europese Gemeenschappen van 28 april 1998 welke van belang zijn voor het vrije verkeer van goederen en diensten.

## Casus en procesgang
Decker had bij een opticien in Aarlen (België) een bril gekocht, maar kreeg de kosten van zijn ziekenfonds niet vergoed, omdat hij niet tevoren toestemming voor deze aankoop had gevraagd. In het geval van Kohll had een Luxemburgse arts de "Union des caisses de maladie" gevraagd om toestemming te verlenen voor een orthodontische behandeling van zijn minderjarige dochter in Trier (Duitsland). Deze aanvraag werd door het ziekenfonds afgewezen op grond dat de behandeling niet spoedeisend was en in Luxemburg kon worden verleend.
Beide verzekerden stelden tegen de weigering van het ziekenfonds de kosten te vergoeden beroep in bij de Luxemburgse sociale verzekeringsrechter. Deze stelde prejudiciële vragen aan het Hof van Justitie van de Europese Gemeenschappen.

## Rechtsvraag
De voor de rechtsgeschiedenis belangrijkste prejudiciële vragen luidden als volgt:
- Is de nationale regeling volgens welke vergoeding van kosten van een bril kan worden geweigerd op de grond dat elke geneeskundige behandeling in het buitenland vooraf door het ziekenfonds moet worden goedgekeurd, verenigbaar met het beginsel van het vrij verkeer van goederen (art. 30 en 36 EG-Verdrag)?
- Verzetten artikel 59 en 60 van het EG-Verdrag zich tegen een regeling die de restitutie van de kosten van voor vergoeding in aanmerking komende hulp afhankelijk stelt van de toestemming van een orgaan van sociale zekerheid van de verzekerde, indien de hulp in een andere lidstaat dan de woonstaat van de verzekerde wordt verstrekt?

## Uitspraken Hof
De belangrijkste elementen van de arresten schuilen in de volgende overwegingen van het hof:
Decker: de artikelen 30 en 36 van het Verdrag verzetten zich tegen een nationale regeling op grond waarvan een socialezekerheidsorgaan van een lidstaat een verzekerde de forfaitaire kostenvergoeding voor een bril met corrigerende glazen, die bij een opticien in een andere lidstaat is gekocht, weigert omdat voorafgaande toestemming is vereist voor de aankoop van medische producten in het buitenland.
Kohll: het is weliswaar een beperking van het vrij verkeer van diensten, maar voor het behoud van het sociale zekerheidssysteem is het toegestaan om deze vrijheid in te perken. Van belang is dat economische doelstellingen feitelijk geen belemmering zijn die onder art 59 VWEU vallen, maar omdat het socialezekerheidsstelsel zo belangrijk is mag er in dit geval een uitzondering gemaakt worden en kan het derhalve onder de doelstelling volksgezondheid vallen. Het is dus toegestaan om deze vrijheid in te perken door de eis van de verzekeraar om van tevoren toestemming te vragen bij dergelijke behandelingen in het buitenland. 

## Betekenis
De betekenis van de arresten Decker en Kohll is verstrekkend. Het Hof oordeelde dat in regelingen betreffende sociale ziektekostenverzekering wat betreft de vergoeding van kosten geen onderscheid mag worden gemaakt al naargelang de hulp wordt ingeroepen in het woonland van de verzekerde, dan wel in een andere EU-lidstaat. De arresten die door een reeks andere arresten zijn gevolgd, hebben de mogelijkheden voor het inroepen van geneeskundige zorg in andere lidstaten van de Europese Unie sterk vergroot. Als uitvloeisel van deze arresten is de aanspraak op zorg, c.q. vergoeding van zorg in de Nederlandse Zorgverzekeringswet niet beperkt tot zorg die in Nederland is verleend. Verzekerden hebben ook recht op zorg/vergoeding van zorg in grensoverschrijdende situaties.